# Amtzell
Amtzell est une commune de Bade-Wurtemberg (Allemagne), située dans l'arrondissement de Ravensbourg, dans la région Bodensee-Oberschwaben, dans le district de Tübingen.

## Jumelage
- Cosne-d'Allier (France) depuis 1971